# Aucana
Aucana is een geslacht van spinnen uit de familie trilspinnen (Pholcidae).

## Soorten
Het geslacht kent de volgende soorten:
- Aucana kaala Huber, 2000
- Aucana paposo Huber, 2000
- Aucana petorca Huber, 2000
- Aucana platnicki Huber, 2000
- Aucana ramirezi Huber, 2000